# 베라 조리나

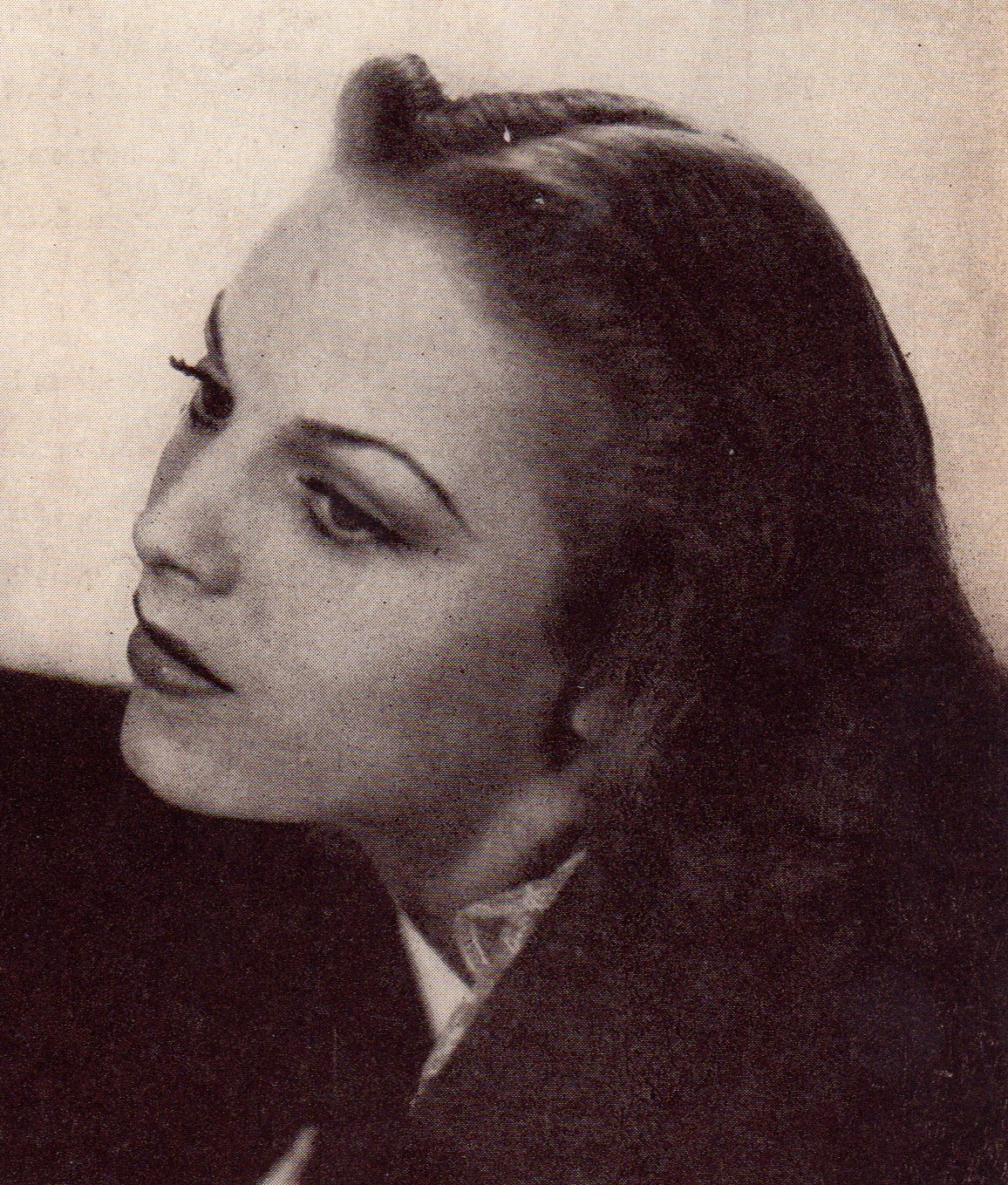

베라 조리나(Vera Zorina, 1917년 1월 2일 ~ 2003년 4월 9일)는 노르웨이의 배우, 안무가, 발레 무용수, 영화배우, 일기 작가이다.
베를린에서 태어났으며 샌타페이에서 사망하였다. 사인은 뇌졸중이다. 베를린에 매장되었다.

## 영화
- 러버 컴 백 (1946년)
- 폴로우 더 보이즈 (1944년)
- 스타 스팽글드 리듬 (1942년)
- 루이지아나 퍼처스 (1941년)
- 더 골드윈 폴리스 (1938년)